# Starset
Starset és una banda de rock nord-americà que existeix des de 2013. Va ser creat a Columbus, Ohio per l'ex membre de Downplay Dustin Bates.

## Estil musical
Dustin Bates ha definit el gènere musical de el grup com a rock cinematogràfic, explicant l'estil musical com "una barreja de simfonies i música electrònica, amb hard rock donat per la guitarra baríton i guiat per riffs".

## Membres del grup
- Dustin Bates
- Brock Richards
- Ron DeChant
- Adam Gilbert

## Història del grup

### Primer anys,Transmissions(2013-2015)
Starset va ser fundada el 2013 per Dustin Bates, excantant de Downplay. En el grup, Bates compleix el mateix paper, ocupant-se també de les parts de el teclat i la composició.
El primer àlbum d'estudi de el grup va ser Transmissions, llançat per Razor & Tie el 8 de juliol de 2014. La música de l'àlbum s'ha comparat amb l'estil musical de bandes com Linkin Park, Breaking Benjamin, Skillet, Thirty Seconds to Mars, Three Days Grace i Red.

### Vessels(2016-2017)
El 26 de gener de 2016, el productor Rob Graves va anunciar l'inici de la producció de l'segon àlbum de el grup. Les dues cançons van anticipar el llançament del segon àlbum Vessels, que va tenir lloc el 20 de gener de 2017. Durant 2018 el grup va realitzar una nova gira i, a el mateix temps, Bates va anunciar el projecte electrònic paral·lel MNQN, llançant l'àlbum honònim el 5 de abril de 2019.

### Divisions (2019-present)
El 13 de maig de 2019, Starset anunciar que s'embarcaven en una nova gira als Estats Units d'Amèrica destinada a promocionar el seu tercer àlbum d'estudi, la data de llançament estava fixada per al 13 de setembre de el mateix any. La gira també es traslladarà a Europa entre febrer i març de 2020.
Amb el títol Divisions, l'àlbum va ser anticipat pel llançament de quatre senzills llançats setmanalment (inclòs Manifest) i va entrar al top 40 del Billboard 200 dels Estats Units.

## Discografia

### Àlbum d'estudi
- 2014- Transmissions
- 2016- Vesseles
- 2019- Division

### EP
- 2015- Remixes